# Ejido Santa Anita
Ejido Santa Anita är en ort i Mexiko.   Den ligger i kommunen San Diego de la Unión och delstaten Guanajuato, i den centrala delen av landet, 290 km nordväst om huvudstaden Mexico City. Ejido Santa Anita ligger 2 104 meter över havet och antalet invånare är 157.
Terrängen runt Ejido Santa Anita är platt åt sydost, men åt nordväst är den kuperad. Runt Ejido Santa Anita är det ganska glesbefolkat, med 38 invånare per kvadratkilometer. Närmaste större samhälle är San Diego de la Unión, 7,8 km nordost om Ejido Santa Anita. Omgivningarna runt Ejido Santa Anita är i huvudsak ett öppet busklandskap.